# Longue Marche 11
Longue Marche 11 (en chinois Chang Zheng-11, abrégé en CZ-11) est un lanceur léger chinois à propergol solide dont le premier lancement a lieu le 25 septembre 2015. Il est capable de placer 700 kg sur orbite basse avec un temps de préparation très court. Il est développé par l'Académie chinoise de technologie de la propulsion solide (AASPT) basée à Xi'an.

## Caractéristiques techniques

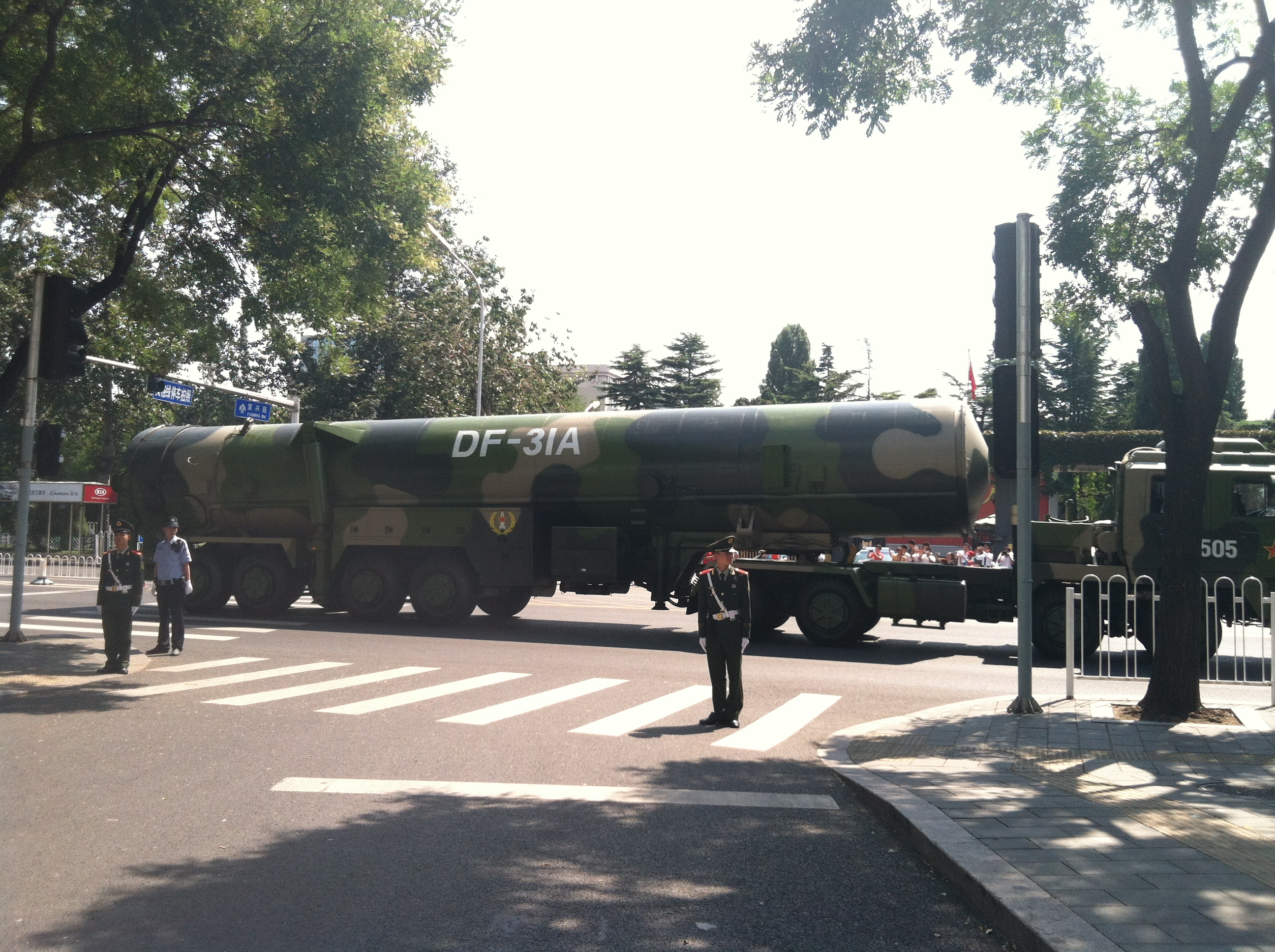
Missile DF-31 dont provient la Longue Marche 11.

Longue Marche 11 est un lanceur léger permettant de placer un petit satellite en orbite avec un délai de préparation très court par exemple pour répondre aux besoins liés lorsque survient une catastrophe (tremblement de terre, ...). Le cycle de préparation très court, moins de 24 h d'après les communications officielles et une simulation réelle, montre que ces processus peuvent être réalisés en une dizaine d'heures. Contrairement à l'autre lanceur militaire de réaction rapide Kuaizhou, le lanceur CZ-11 est stockable mais n'intègre pas les charges utiles pendant le stockage.
Le lanceur mesure 20,8 m de long, 2 m de diamètre, et 58 t de masse au décollage. La poussée au décollage est de 120 t pour une capacité de 350 kg à 700 km pour une orbite héliosynchrone ou 700 kg en orbite terrestre basse.
Il utilise uniquement des étages à propergol solide qui permettent son stockage et une mise en œuvre rapide. Ses caractéristiques ne sont pas connues de manière très précise. Il comporte trois étages à propergol solide :  
- 1er étage d'une hauteur de 9 mètres et d'un diamètre de 2 mètres
- 2e étage d'une hauteur de 3 mètres et d'un diamètre de 2 mètres
- 3e étage d'une hauteur de 1 mètre et d'un diamètre de 1,4 mètre.

La coiffe d'une hauteur de 5,7 mètres a un diamètre externe de 1,6 mètre et un espace utilisable de 1,26 m. Elle englobe un étage à ergols liquides propulsé par un moteur YF-50.
Son lancement est effectué depuis un tracteur-érecteur-lanceur mobile stationné sur un terrain bétonné. Le contrôle et le suivi du lancement peuvent se réaliser sans les stations au sol le long de sa trajectoire de vol en s'appuyant uniquement sur le réseau de satellites de relais de données chinois et une station de contrôle unique au sol. En théorie le lanceur peut décoller depuis n'importe quel point du globe, étant donné que les satellites de relais de données chinois en orbite géostationnaire couvrent la totalité de la surface terrestre.
De façon alternative, le lancement peut être effectué sur une plateforme situé en mer. Le premier lancement de ce type pour ce lanceur a été effectué le 5 juin 2019 depuis une plateforme située en mer Jaune,,.

## Mise en œuvre
Le lanceur Longue Marche 11 est développé par l'Académie chinoise de technologie de la propulsion solide (AASPT) située à Xi'an qui est le principal spécialiste chinois de la propulsion à propergol solide. L'entreprise qui emploie environ 10 000 personnes développe notamment les missiles balistiques sol-sol DF-31, mer-sol JL-2 ainsi que les moteurs d'apogée des satellites géostationnaires.

### Liste des lancements effectués ou planifiés
| N° | Date (UTC)             | Modèle lanceur | Base de lancement                                                              | Charge utile                                                                                      | Type | Masse       | Identifiant COSPAR                      | Orbite                | Statut |
| -- | ---------------------- | -------------- | ------------------------------------------------------------------------------ | ------------------------------------------------------------------------------------------------- | --- | ----------- | --------------------------------------- | --------------------- | ------ |
| 1  | 29 mai 2015            | CZ-11          | Jiuquan                                                                        | Pujian 1 Shangkeda 2 NJUST 2 NJFA 1                                                               | Technologie spatiale | ?           | 2015-051A 2015-051D 2015-051C 2015-051B | 466 × 487 km, 97.31°  | Succès |
| 2  | 9 novembre 2016        | CZ-11          | Jiuquan                                                                        | XPNAV 1 Xiaoxiang 1 CAS 2T Lishui 1-01 KS 1Q                                                      | Technologie spatiale | 240 kg 8 kg | 2016-066A                               | Orbite héliosynchrone | Succès |
| 3  | 19 janvier 2018        | CZ-11          | Jiuquan                                                                        | Jilin 1-07 et 08 TY 2 TY 6 KIPP Zhou Enlai                                                        | Satellites d'observation de la Terre (Jilin) 4 CubeSats | 416 kg 8 kg |                                         | Orbite héliosynchrone | Succès |
| 4  | 26 avril 2018          | CZ-11          | Jiuquan                                                                        | OVS 2A OHS 2A OHS 2B OHS 2C OHS 2D                                                                | Satellites d'observation de la Terre | 90 kg       |                                         | Orbite héliosynchrone | Succès |
| 5  | 21 décembre 2018       | CZ-11          | Jiuquan                                                                        | Hongyun-1                                                                                         | Premier satellite d'une constellation de télécomunication |             |                                         | Orbite héliosynchrone | Succès |
| 6  | 21 janvier 2019        | CZ-11          | Jiuquan                                                                        | Jilin-1 Spectral 01/02 Lingque-1A Xiaoxiang-1-03                                                  | Observation commerciale de la Terre |             |                                         | Orbite héliosynchrone | Succès |
| 7  | 5 juin 2019            | CZ-11H         | Barge Tai Rui en mer Jaune (34.90° N, 121.19° E)                               | Bufeng-1A Bufeng-1B Jilin-1 High Resolution 03A Xiaoxiang-1-04 Tianqi-3 Tianxiang-1A Tianxiang-1B | Jilin et Xiaoxiang : observation commerciale de la Terre Bufeng : mesure de la vitesse du vent de surface en mer Tianqi-3 : communication et observation (expérimental) Tianxiang : communication bande Ka |             |                                         | Orbite basse          | Succès |
| 8  | 19 septembre 2019      | CZ-11          | Jiuquan                                                                        | OVS 3 OHS 3A OHS 3B OHS 3C OHS 3D                                                                 | Satellites d'observation de la Terre | 90 kg       |                                         | Orbite héliosynchrone | Succès |
| 9  | 29 mai 2020            | CZ-11          | Xichang                                                                        | XJS G XJS H                                                                                       | Satellites d'observation de la Terre |             |                                         | Orbite basse          | Succès |
| 10 | 15 septembre 2020      | CZ-11H         | Navire De Bo 3 en mer Jaune (34.90° N, 121.19° E)                              | Jilin-1 Gaofen-03B 01/02/03/04/05/06 Jilin-1 Gaofen-03C 01/02/03                                  | Jilin : observation commerciale de la Terre |             |                                         | Orbite héliosynchrone | Succès |
| 11 | 9 décembre 2020        | CZ-11          | Xichang                                                                        | GECAM AGECAM B                                                                                    | Observation des ondes gravitationnelles |             |                                         | Orbite basse          | Succès |
| 12 | 30 mars 2022           | CZ-11          | Jiuquan                                                                        | Tianping-2A Tianping-2B Tianping-2C                                                               | Satellites expérimentaux |             |                                         | Orbite basse          | Succès |
| 13 | 30 avril 2022          | CZ-11H         | Barge Tai Rui en mer de Chine orientale (32.18° N, 123.79° E)                  | Jilin-1 Gaofen-03D 04/05/06/07 Jilin-1 Gaofen-04A                                                 | Jilin : observation commerciale de la Terre |             |                                         | Orbite héliosynchrone | Succès |
| 14 | 7 octobre 2022 13:10   | CZ-11H         | Barge DeFu 15002 Large du port de Haiyang (36.23° N, 121.20° E)                | Centispace 1-S5/S6                                                                                | Navigation |             | 2022-126A 2022-126B                     | LEO                   | Succès |
| 15 | 16 décembre 2022 06:17 | CZ-11          | Xichang                                                                        | Shiyan 21                                                                                         | |             | 2022-172A                               | LEO                   | Succès |
| 16 | 15 mars 2023 11:41     | CZ-11          | Jiuquan                                                                        | Shiyan 19                                                                                         | |             | 2023-034A                               | SSO                   | Succès |
| 17 | 25 décembre 2023 22:39 | CZ-11H         | Barge Bo Run Jiu Zhou Mer de Chine méridionale (21° 16′ 55″ N, 112° 00′ 00″ E) | Shiyan 24C-01 Shiyan 24C-02 Shiyan 24C-03                                                         | |             | 2023-206A 2023-206B 2023-206C           | Orbite héliosynchrone | Succès |